# Nosilka helikopterjev
Nosilka helikopterjev je posebna vrsta vojne ladje, ki je namenjena delovanju helikopterjev z njene palube. Tako opravlja transport, vzlet in pristanek ter usmerjanje oziroma vodenje mornariških helikopterjev in jo zaradi podobnih značilnosti uvrščamo med letalonosilke. 

## Kvalifikacija
Vsaka letalonosilka lahko sprejme tudi več helikopterjev in zato je včasih kvalifikacija tovrstnih ladij otežena. Poleg tega obstajajo amfibijsko-napadalne ladje, ki prav tako uporabljajo helikopterje za desant. Njihova značilnost je ta, da imajo na krovu tudi posadko mornariške pehote, ki je posebej izurjena za desante in podobne akcije. V praksi se uporablja mešanica vseh možnosti z namenom večje uporabnosti in zmanjšanja stroškov. 

## Namen in uporaba
Uporablja se jih prvenstveno v dva namena. Prvi je protipodmorniško delovanje, za kar je helikopter kot ustvarjen in je najprimernejše tovrstno zračno orožje. Drugi namen je izvajanje zračnih desantov. Lastnik tovrstnih ladij je sposoben v kratkem času izvesti desant na skoraj katerikoli del obale kjerkoli na svetu. Glavna omejitev je doseg helikopterjev. 